# Rafael Ripollès
Rafael Ripollès fou un mercader i comerciant català nascut a La Selva del Camp el 1575. Fou batlle de La Selva del Camp i governador del Camp de Tarragona. Va morir a La Selva del Camp el 1635. En el seu testament va deixar un important llegat que va permetre la construcció del convent de Sant Rafael i millores al convent de Sant Agustí. El seu llegat també va servir per a construir el convent de les Carmelites Descalces de Reus.